# Vladimír Šilhavý

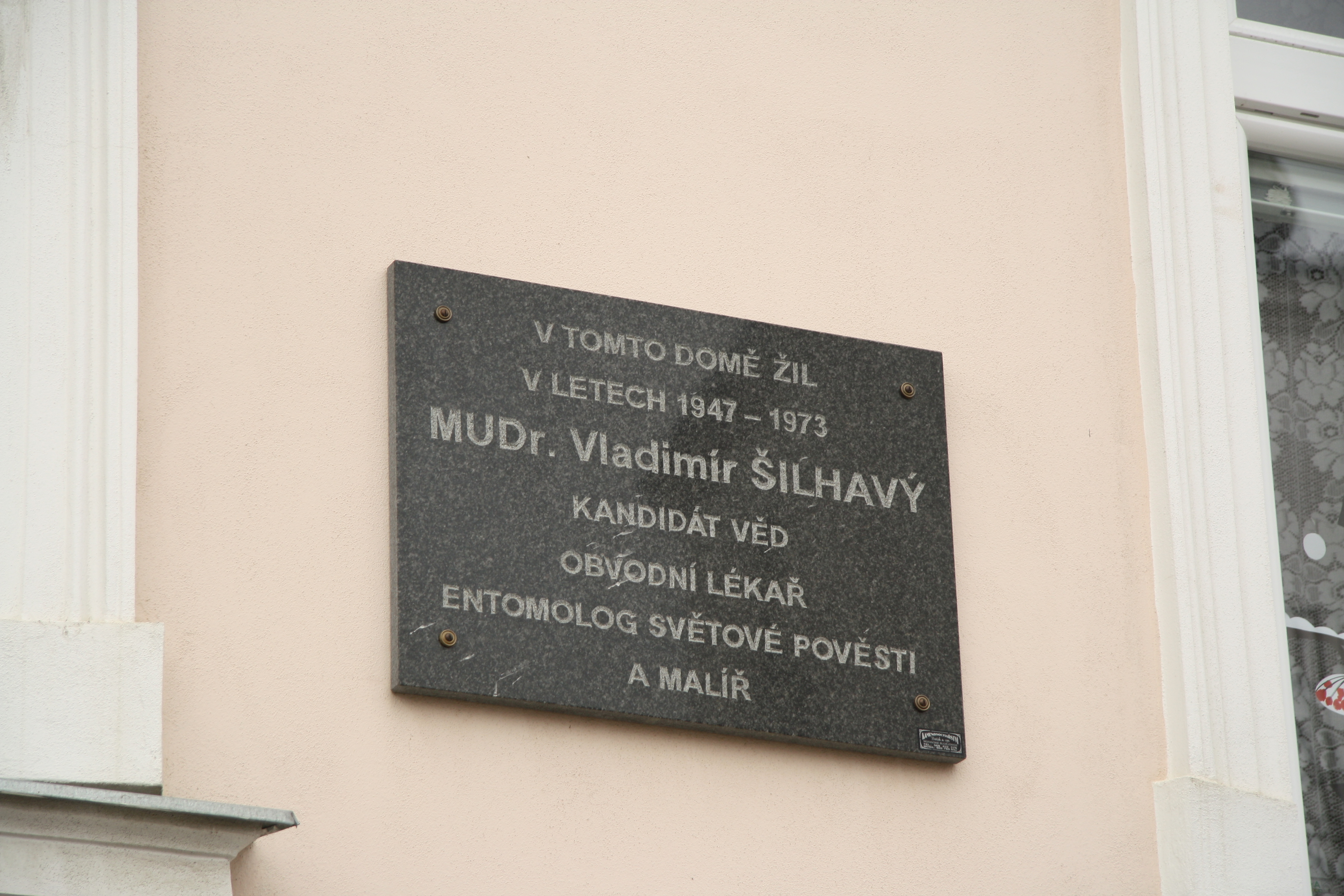
plaquette op het voormalige woonhuis van Šilhavý in Stařeč

Vladimír Šilhavý (Kutná Hora, 20 juli 1913 - Třebíč, 6 juli 1984) was een Tsjechisch dierkundige.
Hij begon met kleine publicaties over regionale fauna en werd bekend met een groot handboek over Tsjechische hooiwagens. Daarna richtte hij zijn aandacht op Azië en begon ten slotte Neotropische Laniatores te bestuderen, vooral uit grotten. Zijn tekeningen hebben de naam zowel nauwkeurig als mooi te zijn.

## Bron
1. ↑  Vladimír Šilhavý op de Opiliones Wiki.

- International Standard Name Identifier: 0000 0001 0993 3403
- Library of Congress Control Number: n80142190
- Nationale Bibliotheek van Tsjechië: jk01122927
- Nederlandse Thesaurus van Auteursnamen: 166712477
- Virtual International Authority File: 83919935